# Bas Paauwe
Bas Paauwe (Rotterdam, 1911. október 4. – Hoogvliet, 1989. február 27.) holland válogatott labdarúgó.
A holland válogatott tagjaként részt vett az 1934-es és az 1938-as világbajnokságon.

## Sikerei, díjai
Feijenoord
- Holland bajnok (3): 1936, 1938, 1940
- Holland kupagyőztes (2): 1930, 1935